# Weihwasserbecken (Soubran)

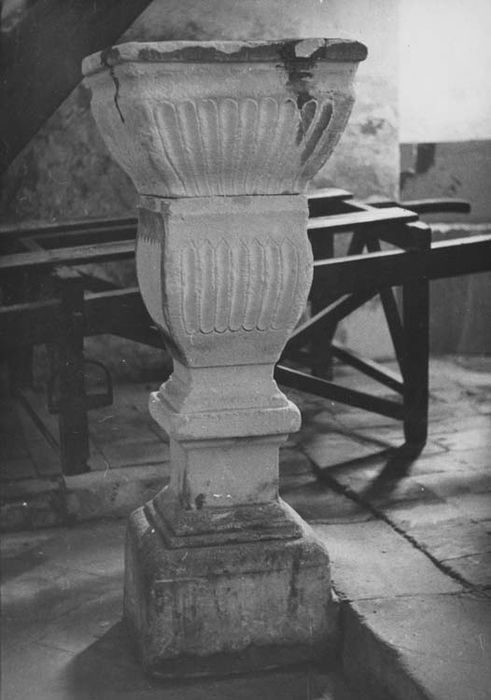
Weihwasserbecken in Soubran

Das Weihwasserbecken in der Kirche St-Jean-Baptiste in Soubran, einer französischen Gemeinde im Département Charente-Maritime der Region Nouvelle-Aquitaine, wurde im 18. Jahrhundert geschaffen. 
Im Jahr 1976 wurde das Weihwasserbecken als Monument historique in die Liste der geschützten Objekte (Base Palissy) in Frankreich aufgenommen.
Das 1,05 Meter hohe Weihwasserbecken aus Stein steht auf einem rechteckigen Sockel und einem Schaft in der Form eines kannelierten Balusters. Das ebenfalls kannelierte Becken ist rechteckig. 